# Zelhem

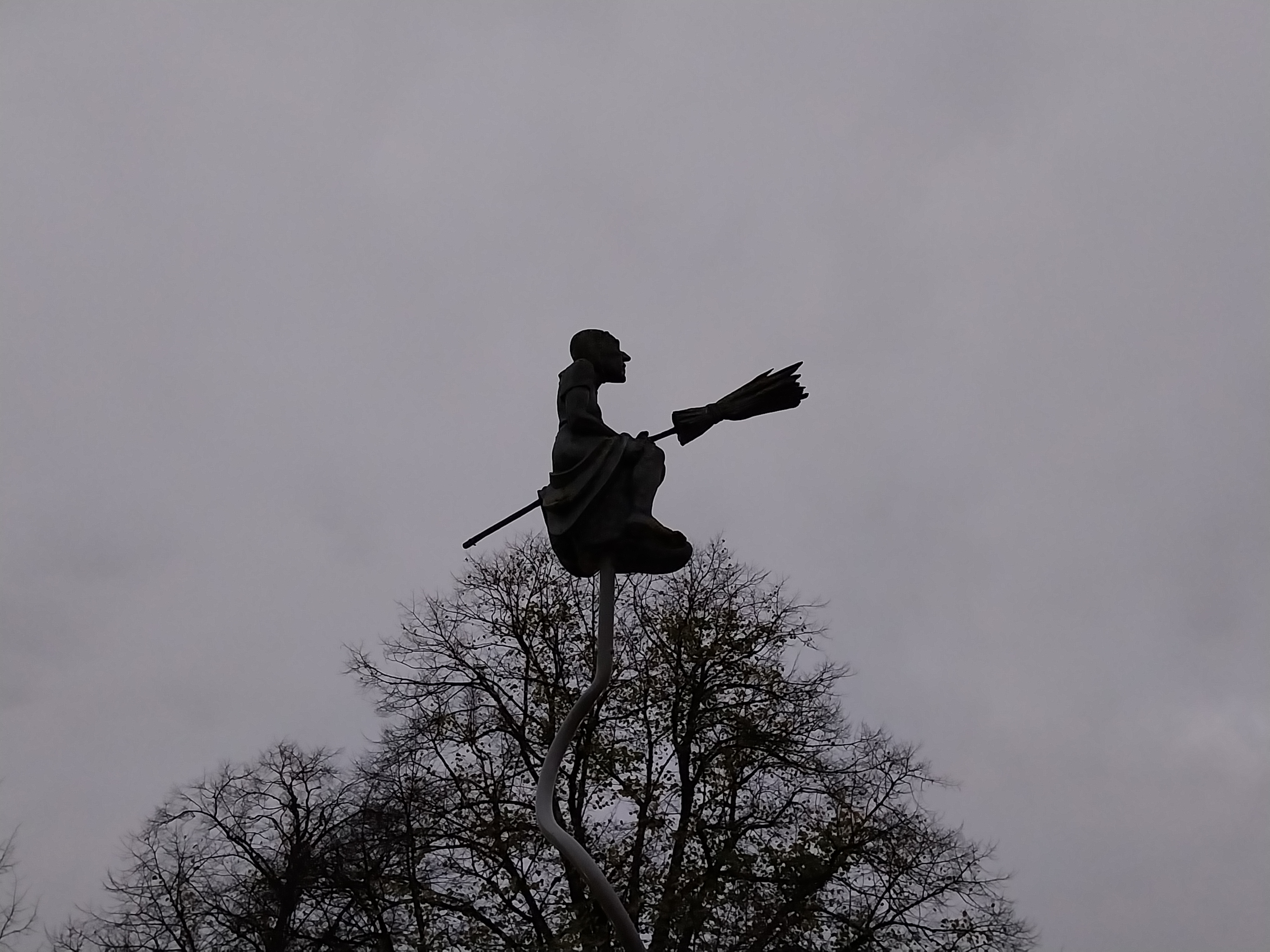
Beeld van Smoks Hanne in Zelhem.

Zelhem (Nedersaksisch: Zellem [zɛləm]) is een plaats in de Nederlandse gemeente Bronckhorst in de provincie Gelderland (Achterhoek). In 2023 telde het dorp en het buitengebied volgens de gegevens van het CBS 8.875 inwoners.

## Geschiedenis
In een oorkonde uit het jaar 801 was voor het eerst sprake van Salehem. Een aantal jaren later werd in het dorp Zelhem een kapelletje gebouwd door St. Ludgerus (St. Liudger). Rond 800 schonk de verder onbekend gebleven boer Helmbald, zoon van Heribald in Zelhem een stukje grond aan de zendeling Liudger. De boer verzocht naderhand of hij en zijn zoon alsnog het vruchtgebruik konden krijgen over de helft van het stukje grond. Als tegenprestatie zou hij zorgen voor de verlichting (kaarsen) van de kerk. Na de dood van zijn zoon zou het hele perceel alsnog vervallen aan de kerk. Liudger ging akkoord met de nieuwe regeling. De bijgestelde overeenkomst werd op 8 mei 801 vastgelegd in een akte. Uit deze akte blijkt dat het gaat om een nieuwe ontginning nabij de boerderij van Helmbald en zijn zoon. Van wortels ontdaan, zoals er nadrukkelijk bij wordt vermeld. De ontginning wordt in de akte aangeduid met de naam Widapa. Veel vermeldt de akte van 801 niet over Zelhem. Enkel dat er een nederzetting was met de naam Salehem en dat er ene Helmbald boerde met zijn zoon. In de akte wordt voor het eerst een veldnaam genoemd die ooit in Zelhem is opgetekend: Widapa. Op deze plaats, nabij het gemeentekantoor, is ter gelegenheid van het twaalfhonderdjarige jubileum van de voormalige gemeente Zelhem in 2001 een herdenkingsmonument opgericht.
In de 10e en 12e eeuw was de parochie Zelhem onderdeel van het Graafschap Lohn.
Tussen 1450 en 1500 kreeg de Lambertikerk van Zelhem zijn huidige vorm. Tegen het einde van de Tweede Wereldoorlog werd de kerk grotendeels verwoest. Ze werd tussen 1946 en 1949 weer opgebouwd en vormt nog steeds het middelpunt van Zelhem.
In 1829 telde de gemeente Zelhem ruim 2800 inwoners; een eeuw later waren het er bijna 5800 en tegen het eind van de twintigste eeuw waren het er ruim 11.000.
In 1885 werd station Zelhem aan de nieuwe spoorlijn Doetinchem-Ruurlo geopend. In 1937 werd de lijn tussen Zelhem en Ruurlo opgeheven. Tussen Zelhem en Doetinchem bleef tot 1972 een goederenlijn in stand gehouden. In 1975 werd deze afgebroken en later vervangen door een fietspad.
Tot 1 januari 2005 was Zelhem een zelfstandige gemeente, maar bij een gemeentelijke herindeling werd Zelhem toen samengevoegd met de nabijgelegen gemeenten Hummelo en Keppel, Steenderen, Hengelo en Vorden tot de gemeente Bronckhorst. Overige kernen in de voormalige gemeente zijn Halle, Heidenhoek, Oosterwijk, De Meene, Velswijk, Wassinkbrink, Winkelshoek, Wittebrink en Wolfersveen en een deel van de buurtschap IJzevoorde.

## Voorzieningen
Zelhem kent van de diverse kernen binnen Bronckhorst de meeste bedrijvigheid. Er waren in 2016 259 bedrijven actief, waarvan de meeste gevestigd op industrieterrein Het Blek aan de zuidoostzijde van het dorp.
Op het gebied van toerisme zijn er diverse campings en bungalowparken te vinden, waaronder sinds 1972 's lands grootste christelijke camping, De Betteld, met circa 430 staanplaatsen.

## Dorp en omgeving
- 's Avonds wordt om 21:00 uur de papklok geluid, een oude traditie in Zelhem.
- Aan de Hummeloseweg in de buurtschap Wittebrink vindt men de Wittebrinkse Molen, een gerestaureerde beltmolen.
- De omgeving is afwisselend: enk, broek en veen.
- Landgoed 't Zand (nu: Landgoed De Hoenderkamp) is sinds 1935 een ontginningsgebied van circa 350 hectare bos, weilanden en akkers.
- Het langeafstandswandelpad het Pieterpad loopt door het dorp.
- Museum Smedekinck aan de Pluimersdijk 5, dat veel van het voorbije boerenleven in Zelhem toont. Ook is er een replica van het oude Ludgerkerkje, dat rond 800 werd gebouwd op de plek waar tegenwoordig de Lambertikerk staat.

## Evenementen
- Jaarlijks het 'Mega Piraten Festijn'.
- Oosterwijkse Pinksterfeesten (trekkertrek en tentfeesten).
- Zelhemse Septemberfeesten (3e weekend van september).
- Hemelvaartsdag: traditionele broodweging bij boerderij Muldersfluite (op de grens van de oude gemeentes Zelhem/Hengelo).
- Op 8 mei 2016 deed de Giro d'Italia Zelhem aan.
- Smoks Hanne oldtimerrit

## Geboren in Zelhem
- Johan Philip Ermeling (1831-1921), generaal-majoor der Genie van het KNIL en Ridder in de Militaire Willems-Orde
- Herman Eduard Knaake (1863-1948), kunstschilder
- Willem Laurens Bouwmeester (1874-1939), kunstschilder en auteur
- Hedzer Rijpstra (1919-2011), politicus CHU
- Jan Remmelink (1922-2003), (straf)rechtsgeleerde
- Albert Buunk (1924-2025), politicus
- Samuel Meyering (1944-2006), filmregisseur, scenarioschrijver, uitvinder en ondernemer
- Irma Horstman (1960), beeldhouwer
- Thedo Remmelink (1963), olympisch snowboarder
- Ineke Hans (1966), industrieel ontwerpster
- Leo Klein Gebbink (1968), hockeyinternational
- Daniël Rovers (1975), schrijver
- Mees Siers (1987), voetballer
- Joris Nieuwenhuis (1996), wegwielrenner en veldrijder

## Woonachtig
- Melissa Peperkamp (2004), olympisch snowboarder

## Overleden
- Maurits Anton Brants (1929), bioloog, bestuurder en politicus
- Leo Jordaan (1980), filmcriticus en cartoonist
- Fred Hazelhoff (2002), natuurfotograaf
- Theo Heere (2024), burgemeester